# 폴 리비어와 레이더스

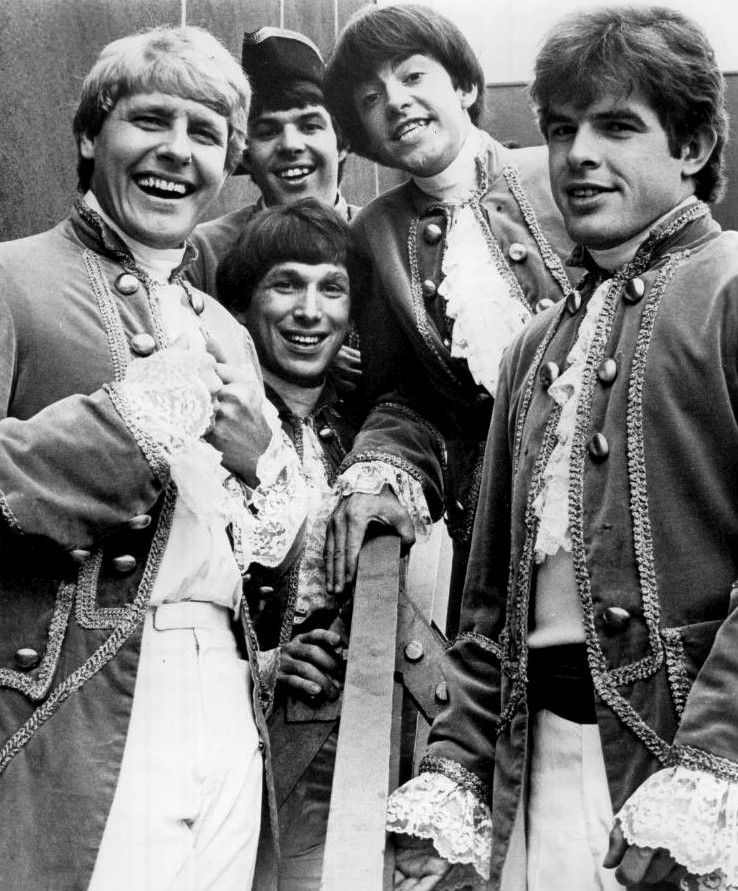
1967년

폴 리비어와 레이더스(Paul Revere & the Raiders)는 몽키스와 함께 미국의 인기 록 밴드이다. 백인이나 흑인풍 리듬 앤드 블루스조(調)의 연주로 인기가 높다. 팀이 만들어진 1958년경은 다운비츠라는 이름으로 활약했다. 오리지널 멤버는 리더인 폴 리비어, 마크 린제이, 필 볼크, 마이크 스미, 드레이크 레빈이었으나 후에는 레빈을 대신하여 짐 버리가 참가하였다.   <루이 루이>, <키크스> 등을 비롯하여 많은 히트곡이 있다. 1967년 7월에는 린제이의 공적을 기념하기 위하여 팀의 이름을 '폴 리비어 앤 더 레이더스 피처링 마크 린제이'로 개명하였다.